# Lac de Châteauneuf-la-Forêt
Le Lac de Châteauneuf-la-Forêt est un lac artificiel situé en Haute-Vienne, à Châteauneuf-la-Forêt.

## Géographie
Sa superficie est de 12 hectares et il est situé à une altitude de 361 mètres. Il se trouve sur le ruisseau de la Prairie (affluent de la Combade).

## Tourisme
En période estivale, le lac comporte une plage surveillée avec des jeux aménagés, circuits de randonnée, base VTT, terrain de volley, ping-pong, tennis et tir à l'arc. Il est doté d’un camping, d'un village de chalets en locations et d’un service de restauration à proximité.
Diverses activités nautiques sont possibles sur le lac : 
- Voile
- Canoë
- Pédalo
- Pêche